# Al-Kahtanijja (Ar-Rakka)
Al-Kahtanijja (arab. القحطانية) – miejscowość w Syrii, w muhafazie Ar-Rakka. W 2004 roku liczyła 2490 mieszkańców.